# Гехарот
Гехарот (вірм. Գեղարոտ) — село в марзі Арагацотн, на північному заході Вірменії. Село розташоване за 58 км на північ від Аштарака, за 20 км на північний захід від Апарана, за 38 км на схід від Артіка, за 22 км на південь від Спітака, за 2 км на південний схід від села Цілкар та за 6 км на північний захід від села Джамшлу.
| Рік  | Чисельність | Чисельність |
| ---- | ----------- | ----------- |
| 1837 | 218         | [ 1 ]       |
| 1897 | 283         | [ 1 ]       |
| 1926 | 604         | [ 1 ]       |

| Рік  | Чисельність | Чисельність |
| ---- | ----------- | ----------- |
| 1939 | 768         | [ 1 ]       |
| 1959 | 504         | [ 1 ]       |
| 1970 | 595         | [ 1 ]       |

| Рік  | Чисельність | Чисельність |
| ---- | ----------- | ----------- |
| 1979 | 482         | [ 1 ]       |
| 1989 | 520         | [ 2 ]       |
| 2001 | 547         | [ 1 ]       |

| Рік  | Чисельність | Чисельність |
| ---- | ----------- | ----------- |
| 2004 | 590         | [ 1 ]       |
| 2011 | 490         | [ 3 ]       |

| Рік  | Чисельність | Чисельність |
| ---- | ----------- | ----------- |
| 1837 | 218         | [ 1 ]       |
| 1897 | 283         | [ 1 ]       |
| 1926 | 604         | [ 1 ]       |

| Рік  | Чисельність | Чисельність |
| ---- | ----------- | ----------- |
| 1939 | 768         | [ 1 ]       |
| 1959 | 504         | [ 1 ]       |
| 1970 | 595         | [ 1 ]       |

| Рік  | Чисельність | Чисельність |
| ---- | ----------- | ----------- |
| 1979 | 482         | [ 1 ]       |
| 1989 | 520         | [ 2 ]       |
| 2001 | 547         | [ 1 ]       |

| Рік  | Чисельність | Чисельність |
| ---- | ----------- | ----------- |
| 2004 | 590         | [ 1 ]       |
| 2011 | 490         | [ 3 ]       |